# 風車と城の廃墟のある川沿いの風景
『風車と城の廃墟のある川沿いの風景』（ふうしゃとしろのはいきょのあるかわぞいのふうけい、仏: Paysage fluvial avec moulin et château en ruines、英: River Landscape with a Windmill and a Ruined Castle）は、17世紀オランダ黄金時代の風景画家ヤン・ファン・ホイエンが1644年にキャンバス上に油彩で制作した絵画である。舟の上に「V.G. 1644.」という画家の署名と制作年が記されている。1786年にフランス国王ルイ16世が王室コレクションのために取得し、1793年の開館時以来、パリのルーヴル美術館に所蔵されている。

## 作品
ヤン・ファン・ホイエンは、ヤーコプ・ファン・ロイスダールと並んで17世紀オランダの最も重要な風景画家である。19世紀のヨーロッパで、彼の名声は絶大なものであった。ロイスダールが自然への関心を強めた一方、ファン・ホイエンは1630-1635年以降、次第に建築物や水辺を自身の風景画に取り入れるようになった。ファン・ホイエンは、世界の外観を描く方法に加えて、その独特の雰囲気を捉える術を熟知していた。
ファン・ホイエンの初期作品は色彩の多様さ、描かれる人物数の多さを特徴とするが、次第に色調はモノクローム的なものとなり、構図も簡素になった。本作は、画家円熟期の作品中で最も重要な作品の1つである。画面には、実在の場所ではない河口にあるオランダの港が描かれている。左側前景では、釣り舟に乗った漁師が漁網を引き上げるか、下ろすかしている。右側のもう1つの釣り舟はすでに接岸し、漁師たちはいくぶんでこぼこした階段を上がって、獲物や釣り道具を岸辺に立つ家へと運び上げている。その左奥には風車が立ち、背景には堂々たる塔を備えた城の廃墟が見える。作品は、ホイエン独特の大気感に満ちた風景となっている。